# Paul Callaghan
Sir Paul Terence Callaghan GNZM FRS (* 19. August 1947 in Whanganui, Neuseeland; † 24. März 2012 in Wellington, Neuseeland) war ein neuseeländischer Experimentalphysiker.

## Leben
Callaghan wurde am 19. August 1947 in Whanganui geboren. Er erhielt seinen DPhil am Clarendon Laboratory der Oxford University. 1974 kehrte er nach Neuseeland zurück und arbeitete dort zunächst als Dozent an der Massey University in Palmerston North. Dort wurde er im Jahr 1984 zum Professor ernannt. Im Jahr 2001 wechselte er zu der Victoria University in Wellington. Dort wurde er zum Alan MacDiarmid Professor of Physical Sciences ernannt und gründete ein Jahr später das MacDiarmid Institute for Advanced Materials and Nanotechnology. Im Jahr 2004 gründete er das Unternehmen Magritek, um die von ihm erfundene Kernspinresonanz-Technologie zu kommerzialisieren. Callaghan starb am 24. März 2012 in Wellington an Darmkrebs.

## Forschung
Callaghan leistete bedeutende Beiträge zur Kernspinresonanz-Spektroskopie und -Tomographie. Unter anderem entwickelte er eine Methode zur Messung der Diffusion von Flüssigkeiten in porösen Medien und zeigte Analogien zu Beugungsmethoden auf. Außerdem untersuchte er die Rheologie von Polymer-Schmelzen und komplexen Fluiden und entwickelte kompakte Kernspinresonanz-Instrumente, die das Erdmagnetfeld nutzen. Bekannt wurde Callaghan auch durch mehrere Fachbücher sowie für Schriften zur Rolle technischer Innovationen in der wirtschaftlichen Entwicklung Neuseelands.

## Preise und Auszeichnungen
Callaghan erhielt im Jahr 1998 die New Zealand Hector Medal. Im Jahr 2001 zum Fellow der Royal Society gewählt, drei Jahre später erhielt er den Ampere Prize. Im Jahr 2005 erhielt er die Rutherford-Medaille und wurde als Principal Companion des New Zealand Order of Merit ausgezeichnet – nach der Reform des letzteren Ordens wurde er 2009 als Knight Grand Companion des New Zealand Order of Merit geadelt. 2008 erhielt er das James Cook Research Fellowship der Royal Society of New Zealand, 2009 wurde er zum Ritter ernannt. Ein Jahr später erhielt er den Günther Laukien Preis und den Prime Minister’s Science Prize, im Jahr 2011 wurde er schließlich zum „New Zealander of the Year“ ernannt.

## Schriften
- Principles of Nuclear Magnetic Resonance Microscopy. Oxford University Press, 1994.[12]

- Mit Kim Hill: As Far as We Know: Conversations about Science, Life and the Universe. Penguin, 2007.

- Wool to Weta: Transforming New Zealand's Culture and Economy. Auckland University Press, 2009.[13]

- Translational Dynamics and Magnetic Resonance: Principles of Pulsed Gradient Spin Echo NMR. Oxford University Press, 2011.[14]

- Mit Shaun Hendy: Get off the Grass: Kickstarting New Zealand’s Innovation Economy. Auckland University Press, 2013.[15]